# 吉田諭司
吉田 諭司（よしだ ゆうじ、1975年12月16日 - ）は、大分放送 (OBS) のアナウンサー。
大分県中津市出身。早稲田大学卒業。

## 担当番組

### テレビ番組
- スポーツ中継（バレーボール中継[3]、スカパー！で放送されるサッカー・大分トリニータ戦中継[4]など）
- 子育てひろば[5]
- おはようナイスキャッチ[5]
- かぼすタイム[1]
- OBS新春特別番組 お年玉ワイド[5][6]

### ラジオ番組
- もぎたてとれたて朝ラジオ[5]
- ナウナウナウ大行進[5]
- モーニング・ナビゲーション[5]
- おしゃべりパビリオン[5]
- NTT西日本 Mondayテレフォンリクエスト[7]
- おはようラジオ[7]
- まんでいジュークボックス[8]
- ちょるちょるワイド[9]
- 朝感ラジオ[10]
- ごごらくワイド[10]
- R-35[11]
- おはなしの森[3]
- OBSラジオ図書館[12]
- 吉田諭司のスポラジ[4]
- ベル★バン!![13]
- BINGO[13]
- アニマジン[13]
- スタート！[14]